# Hưng Phú, Hưng Yên
Hưng Phú là một xã ven biển thuộc tỉnh Hưng Yên, Việt Nam.

## Địa lý
Xã Hưng Phú nằm ở phía đông nam của tỉnh Hưng Yên, có vị trí địa lý:
- Phía đông giáp biển Đông.
- Phía tây giáp xã Nam Tiền Hải.
- Phía bắc giáp xã Nam Cường.
- Phía nam giáp xã Giao Minh của tỉnh Ninh Bình, có ranh giới tự nhiên là sông Hồng.

## Lịch sử
Ngày 16 tháng 6 năm 2025, Ủy ban Thường vụ Quốc hội ban hành Nghị quyết số 1666/NQ-UBTVQH15 về việc sắp xếp các đơn vị hành chính cấp xã của tỉnh Hưng Yên năm 2025. Theo đó, sắp xếp toàn bộ diện tích tự nhiên, quy mô dân số của các xã Nam Phú, Nam Hưng và Nam Trung thành xã mới có tên gọi là xã Hưng Phú.